# ماني أراغون
ماني أراغون هو سياسي أمريكي، ولد في 22 مارس 1947. انتخب عضو مجلس ولاية نيومكسيكو ‏.